# Plouëc-du-Trieux
Plouëc-du-Trieux (tiếng Breton: Ploueg-Pontrev) là một xã của tỉnh Côtes-d'Armor, thuộc vùng Bretagne, tây bắc Pháp.

## Dân số
Người dân ở Plouëc-du-Trieux được gọi là Plouëcois.